# São Julião do Tojal
São Julião do Tojal é uma povoação portuguesa do Município de Loures que foi sede da extinta Freguesia de São Julião do Tojal, freguesia que tinha 13,28 km² de área e 3 837 habitantes (2011), e, por isso, uma densidade populacional de 288,9 hab/km². 
A Freguesia de São Julião do Tojal foi extinta em 2013, tendo sido agregada à Freguesia de Santo Antão do Tojal para criara a União das Freguesias de Santo Antão e São Julião do Tojal.

## Geografia
A Freguesia de São Julião do Tojal incluía os sítios de São Julião do Tojal e Zambujal, e os Bairros da Junqueira, do Olival Queimado e do Tazim. Confinava com as freguesias de Bucelas, Fanhões, Santo Antão do Tojal, São João da Talha, Unhos, e com o Município de Vila Franca de Xira.

## População
| População da freguesia de São Julião do Tojal | População da freguesia de São Julião do Tojal | População da freguesia de São Julião do Tojal | População da freguesia de São Julião do Tojal | População da freguesia de São Julião do Tojal | População da freguesia de São Julião do Tojal | População da freguesia de São Julião do Tojal | População da freguesia de São Julião do Tojal | População da freguesia de São Julião do Tojal | População da freguesia de São Julião do Tojal | População da freguesia de São Julião do Tojal | População da freguesia de São Julião do Tojal | População da freguesia de São Julião do Tojal | População da freguesia de São Julião do Tojal | População da freguesia de São Julião do Tojal |
| --------------------------------------------- | --------------------------------------------- | --------------------------------------------- | --------------------------------------------- | --------------------------------------------- | --------------------------------------------- | --------------------------------------------- | --------------------------------------------- | --------------------------------------------- | --------------------------------------------- | --------------------------------------------- | --------------------------------------------- | --------------------------------------------- | --------------------------------------------- | --------------------------------------------- |
| 1864                                          | 1878                                          | 1890                                          | 1900                                          | 1911                                          | 1920                                          | 1930                                          | 1940                                          | 1950                                          | 1960                                          | 1970                                          | 1981                                          | 1991                                          | 2001                                          | 2011                                          |
| 1269                                          | 1373                                          | 1457                                          | 1424                                          | 1561                                          | 1339                                          | 1478                                          | 1501                                          | 1640                                          | 1782                                          | 1769                                          | 2329                                          | 3403                                          | 3600                                          | 3837                                          |

Nos anos de 1864 e 1878 pertencia ao concelho dos Olivais, extinto por decreto de 22/07/1886.

## Património

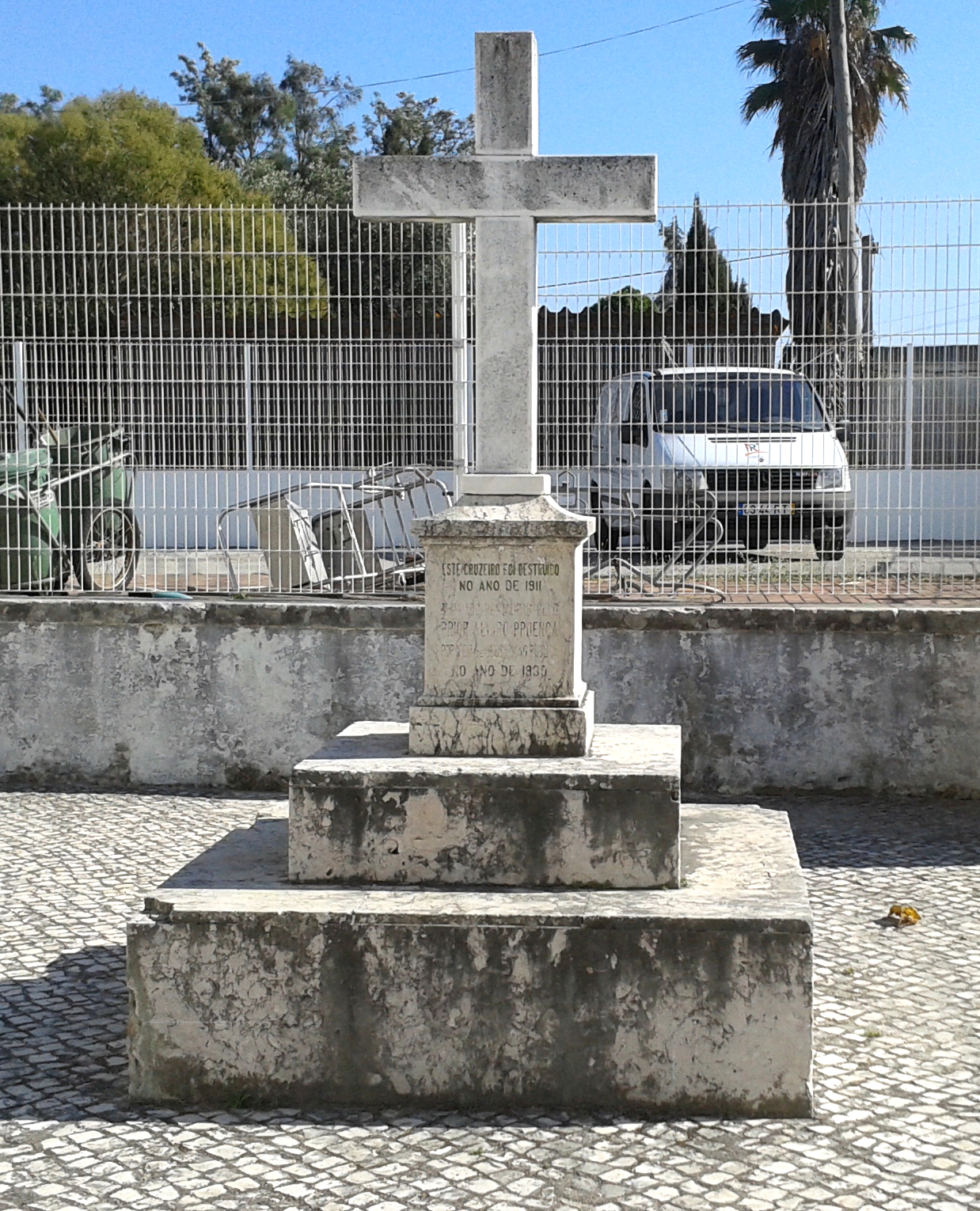
Cruzeiro de São Julião do Tojal

- Capela de São Sebastião (São Julião do Tojal)
- Capela do Espírito Santo (São Julião do Tojal)
- Chafariz do Zambujal
- Coreto do Zambujal
- Fonte de São Julião do Tojal
- Igreja Matriz Paroquial de São Julião do Tojal
- Palácio de São Julião do Tojal
- Quinta da Abelheira
- Quinta das Maduras ou Antiga Quinta das Tinhozeiras

## Heráldica
São Julião do Tojal usa a seguinte bandeira e brasão de armas:
Um escudo de vermelho, com um ramo de oliveira de ouro entre duas tiras de papel de prata, postas em pala e enroladas nos topos. Campanha de quatro burelas, duas de prata, uma de azul e uma de vermelho, alternadas. Uma coroa mural de prata de três torres. Um listel branco, com a legenda a negro, em maiúsculas: «SÃO JULIÃO DO TOJAL». Bandeira de branco; cordões e borlas de prata e vermelho.